# Victorien Sardou
Victorien Sardou (Parigi, 5 settembre 1831 – Parigi, 8 novembre 1908) è stato un drammaturgo francese, oggi ricordato per le sue creazioni che ispirarono celebri libretti d'opera fra cui La Tosca (1887) su cui è basata l'opera Tosca (1900) di Giacomo Puccini, e Fédora (1882) e Madame Sans-Gêne (1893) che fornirono i soggetti per i drammi lirici Fedora (1898) e Madame Sans-Gêne (1915) di Umberto Giordano.

## Biografia

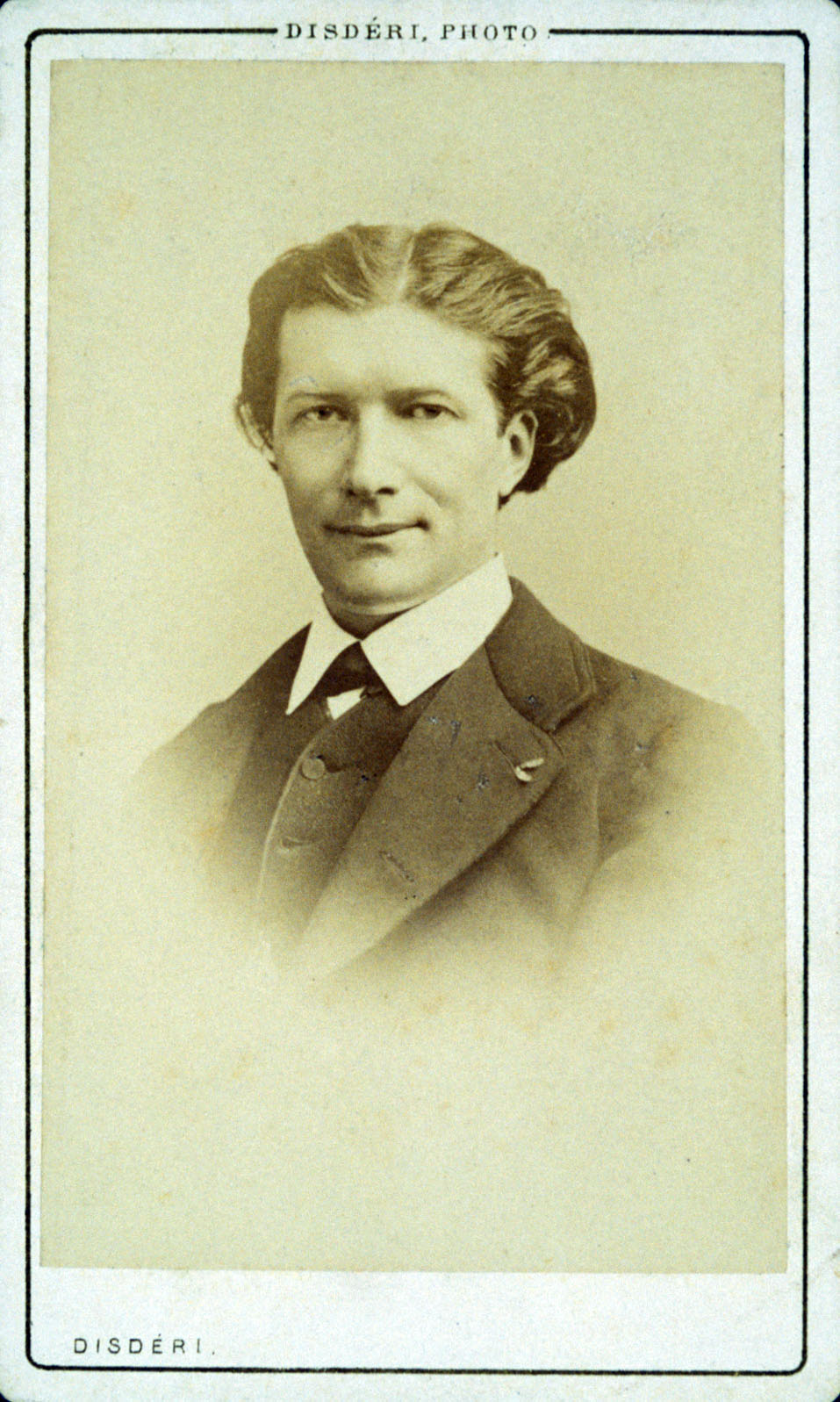
Victorien Sardou in un ritratto di Disderi 1866 ca

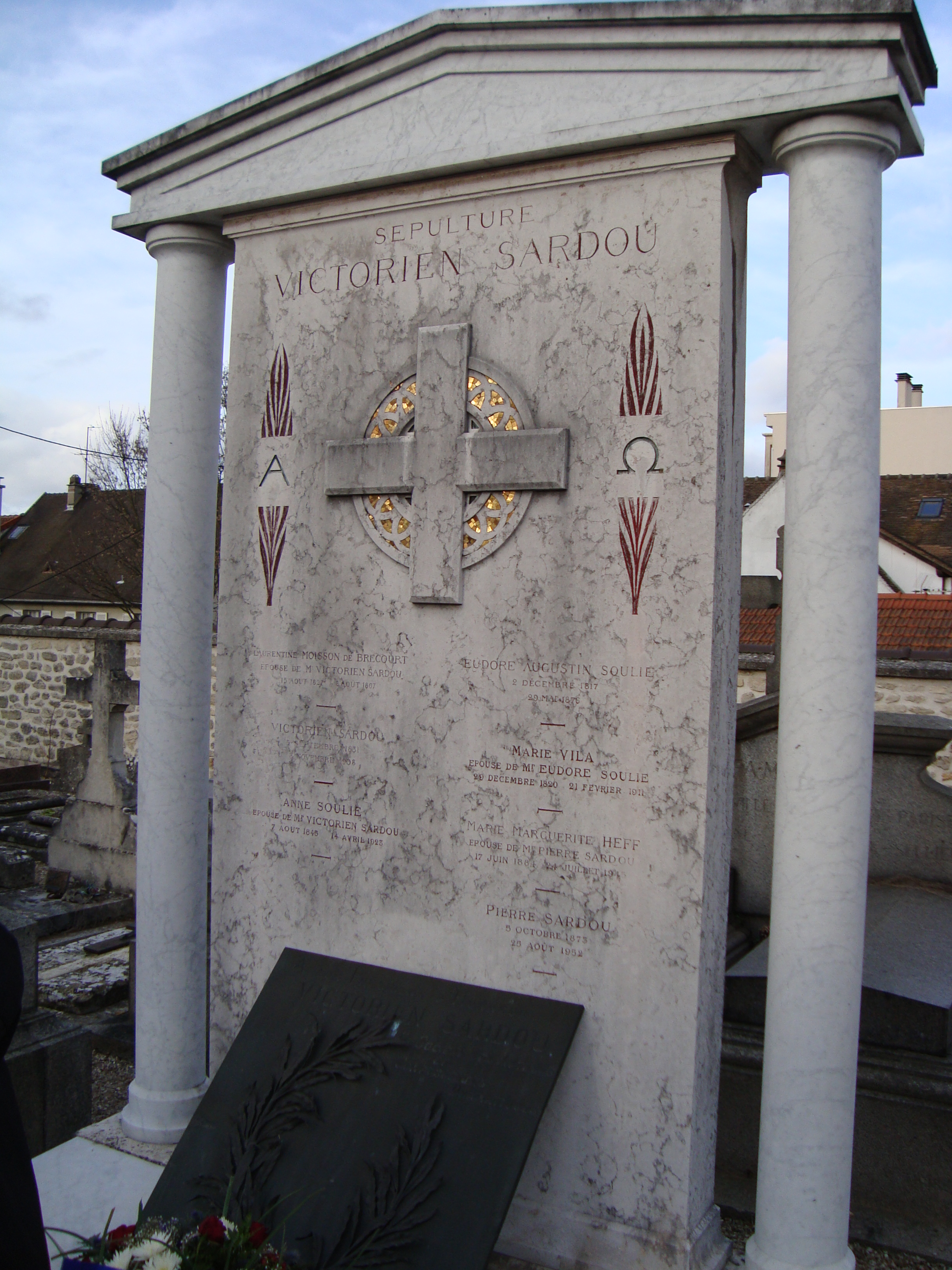
Sepolcro di Sardou (Marly-le-Roi)

I Sardou risiedevano a Le Cannet, un paese vicino a Cannes, ma furono rovinati da una gelata che uccise tutti i loro olivi, così Antoine Léandre Sardou, padre di Victorien, si trasferì a Parigi in cerca di un impiego. Fu successivamente contabile in un'azienda commerciale, insegnante di contabilità, direttore di una scuola provinciale, insegnante privato ed editore di grammatiche, dizionari e altri testi. Nonostante ciò riusciva a malapena a sostenere la famiglia e, quando si ritirò nella cittadina natale, Victorien dovette interrompere gli studi di medicina e cominciare a provvedere a sé stesso insegnando francese a ragazzi stranieri, dando lezioni private di latino, storia e matematica e scrivendo articoli per enciclopedie.
Contemporaneamente cercava di farsi strada nel mondo letterario. Una sua commedia, La Taverne des étudiants, fu rappresentata all'Odeon il 1º aprile 1854, ma ebbe pessime critiche e fu smontata dopo solo cinque serate. Un altro dramma, Bernard Palissy, fu accettato dallo stesso teatro, ma la rappresentazione fu annullata per un cambio di direzione. Anche altre commedie, Fleur de Liane, Le Bossu, Paris à l'envers, per varie ragioni non riuscirono a recargli nessun successo.
La sua fortuna cambiò con l'incontro di M.lle de Brécourt, una vicina di casa che lo curò durante un attacco di tifo e lo introdusse nell'ambiente teatrale. Dopo che un'altra sua commedia, Candide, fu bloccata dalla censura, ebbe un buon successo con Les Premières Armes de Figaro, Monsieur Garat e Les Prés Saint Gervais, messe in scena in rapida successione, e ancor di più con Les Pattes de mouche (1860).
Nel 1882 scrisse espressamente per Sarah Bernhardt il dramma Fédora (poi portato in Italia da Paola Pezzaglia), in seguito al quale venne riconosciuto come uno dei più importanti drammaturghi dell'epoca insieme con Augier e Dumas: benché gli mancassero l'humor, l'eloquenza e il vigore morale del primo, e la passione e lo spirito del secondo, Sardou era maestro nel tessere dialoghi efficaci e nell'immaginare soluzioni sorprendenti; era insomma padrone del mestiere, caratteristica che manifestò magistralmente in tutte le sue opere, dalla commedia brillante al dramma storico.
Il catalogo di Sardou comprende molte satire sociali: si prende gioco della volgarità delle classi medie emergenti in Nos Intimes (1861), dei vecchi studenti in Les Vieux Garçons (1865), dei moderni tartufi in Seraphine (1868), della gente di campagna in Nos Bons Villageois (1866), dei costumi e delle idee politiche antiquate in Les Ganaches (1862), dello spirito rivoluzionario e chi ci prospera sopra in Rabagas (1872) e in Le Roi Carotte (1872), delle leggi sul divorzio in Divorçons (1880).
In molti drammi introdusse invece molti elementi storici: trasse Théodora (1884) dagli annali dell'Impero bizantino, La Haine (1874) dalla cronache italiane, La Duchesse d'Athénes dalla storia medievale greca, mentre La Sorcière (1904) è ambientata nella Spagna del XVI secolo; tre drammi sono ambientati nella Rivoluzione francese, Les Merveilleuses, Thermidor (1891) e Robespierre (1902), e l'epoca imperiale è rivissuta in La Tosca (1887) e in Madame Sans-Gêne (1893).
Sardou ebbe due mogli: la prima, M.lle de Brécourt, la sua benefattrice, morì otto anni dopo; lo scrittore si risposò poco dopo la Rivoluzione del 1870 con M.lle Soulié, figlia dell'erudito Eudore Soulié che fu per molti anni il sovrintendente del Museo di Versailles.
Amico personale di Allan Kardec (al secolo Hyppolite Denizard Rivail, già discepolo del pedagogo svizzero Pestalozzi), Sardou aveva doti di medium scrivente, con le quali è noto dilettasse la società elegante parigina che si riuniva nei salotti borghesi durante il Secondo Impero (lo stesso Napoleone III fu un convinto spiritista vicino alle dottrine kardechiste).
Fu eletto nell'Académie française al posto del poeta Joseph Autran (1813-1877) e tenne il suo seggio fino al 22 maggio 1878. Morì a Parigi l'8 novembre 1908.

## Opere
- Le prime armi di Figaro (1859)
- Les Pattes de mouche (1860)
- Patrie! (1869)
- L'Oncle Sam (1873)
- La Haine (1874)
- Dora (1877)
- Ferréol (1875)
- Divorçons (1882)
- Fédora (1882)
- Théodora (1884)
- La Tosca (1887)
- Cléopâtre (1890)
- Thermidor (1891)
- Andreina (1892)
- Madame Sans-Gêne (1893)
- Gismonda (1894)
- Spiritisme (1896)
- Robespierre (1899)
- La Fille de Tabarin (1901), con Paul e musica di Gabriel Pierné
- Les Barbares (1901), con Pierre-Barthélemy Gheusi, musica di Camille Saint-Saëns
- Dante (1903), con Émile Moreau
- La Sorciere (The Sorceress) (1903)
- Fiorella (1905), con Pierre-Barthélemy Gheusi e musica di Amherst Webber
- L'Espionne (1906)
- La Pisie (1906)
- L'Affaire des Poisons (1908)